# Теракоти Танагри

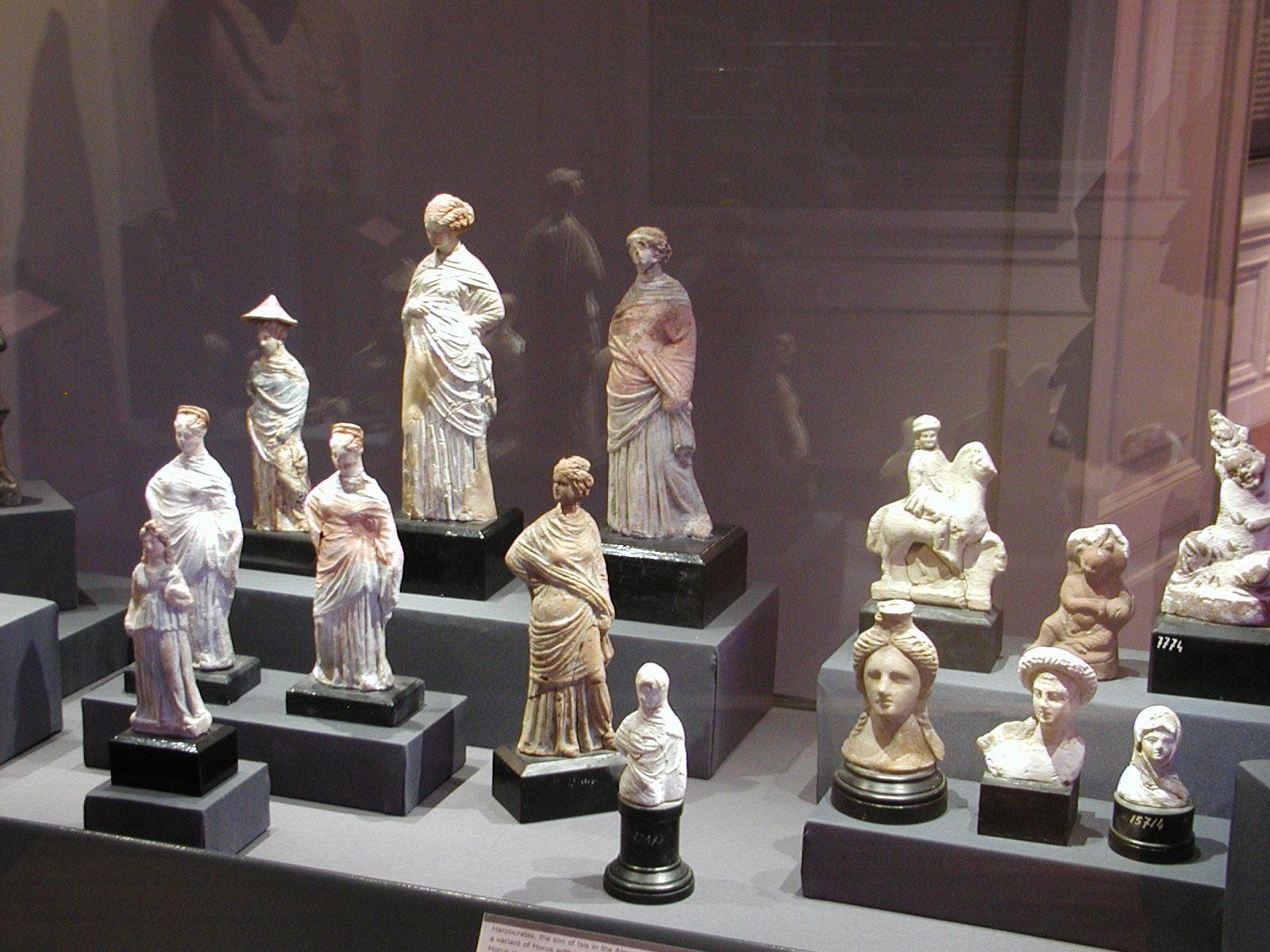
Теракоти. Грекороманський музей Александрії, Єгипет

Теракоти Танагри (англ. Tanagra figurine) — невеликі теракотові скульптури різноманітної тематики, котрі виготовляли у відомому керамічному центрі Стародавньої Греції місті Танагра.

## Історія відкриття і мода
Частково невеликі фігурки з теракоти археологи знаходили в інших місцях. Але це не уславлені уламки мармурових скульптур, про які мріяли, тому знахідки пройшли повз увагу дослідників. 
Під час орання поля якийсь селянин 1874 року знайшов старовинний цвинтар і декілька добре збережених фігурок з теракоти.  Того ж 1874 року була надрукована стаття про цю новину, що сколихнуло товариство західноєвропейських археологів і багатих колекціонерів, за якими потягся арт-ринок. В науку повернули історію міста Танагра як відомого керамічного центра Стародавньї Греції. 
Старовинне місто та його цвинтар розташовані на відстані 25 кілометрів на схід від Фів та на 40 кілометрів на північний захід від Афін. Керамічна продукція старовинного міст Танагра мала чималу популярність в різних кінцях грецької ойкумени особливо в добу еллінізму в IV та III століттях до н.е. Керамічні фігурки сакральної чи побутової тематики виготовляли і в інших давньогрецьких містах, серед яких — Александрія, Таранто, Керч, Міріна. Але після 1874 року всесвітню славу отримала саме керамічна продукція міста Танагра. 
Колекцію теракотових виробів Танагри придбали для музею Лувр в Парижі, що спричинило моду на них. Власні колекції створили в Лондоні, Берліні і в Петербурзі. Але знахідки продовжились і в 20 столітті в різних країнах, що сприяло появі археологічних колекцій теракот і в провінціальних музеях.

## Опис творів
Зрозуміло, що керамічне виробництво виникло в Танагрі давно і про це свідчать археологічні знахідки, датовані ще V століттям до н.е. До четвертого століття до н.е вони пройшли свій шлях розвитку і досягли певного рівню довершеності.  Іноді теракоти копіювали уславлені зразки давньогрецької скульптури чи виготовляли варіанти відомих зразків. Проте, існувала ціла низка образів і сюжетів оригінальних, притаманних тільки майстрам Танагри. Популярність отримали зображення тендітних і молодих дівчат в довгих сукнях і в різноманітних позах. Для підсилення виразності теракоти розфарбовували водорозчинними фарбами. Для частки фігур існували окремі форми без голів, теж знайдені археологами. Голови виготовляли в окремій формі і доліплювали до фігури глиною. Обличчя, зачіски і коштовності проробляли окремо, незважаючи на узагальнення. Теракоти були порожні з середини, що полегшувало їх вагу, дозволяло випускати зайву пару під час випалення і  запобігало розтріскуванню скульптурок. 
Ймовірно, що прототипами для теракот з дівчатами слугували паньонки з шляхетних грецьких родин, що були уособленням зразків моди того часу. На ошатність і елегантність зразків вказівками є складні зачіски, перлові сережки і коштовності, керамічні капелюшки  теракотових дівчат і молодих господинь. Але тематика теракот Танагри не вичерпувалась тиражованими фігурками елегантних дівчат і молодих господинь. Серед теракот знайдені іграшки, побутові сценки, грубуваті зображення богів ( Деметра, Афродіта, Флора, Артеміда, деякі музи, іноді бог Діоніс  ), керамічні актори в ролях, іноді — гротескові і кумедні образи чи навіть карикатури. Все це надзвичайно розширило наукові уявлення про повсякденне життя давньогрецького суспільства попри пафосні монументи в храмових комплексах.
Теракоти Танагри мали різне призначення. Для дітей це були іграшки. Добре пророблені фігурки утримували в жіночих помешканнях як талісмани. Розбити чи втратити таку фігурку було ознакою негараздів. Частка фігурок була поховальним інвентарем. Деякі фігурки клали в поховання як супровід для померлого чи як улюблену річ при житті.

## Відгуки про теракоти Танагри
На хвилі моди на танагрські теракоти в XIX столітті власну колекцію зібрав російський дипломат в Греції - П. Сабуров. Він розпродав колекції ваз і мармурів, а колекцію теракот Танагри придбав Імператорський Ермітаж. Теракоти Танагри репрезентували на виставці, котру відвідав і російський художник Валентин Сєров. Він так відгукнувся на появу теракот Танагри в Ермітажі : 
| В останню мою подорож до Петербурга був я в Ермітажі... Давно не отримував такого красивого, живого настрою, яке надали мені маленькі, грецьк фігурки, майже іграшки, але за ці іграшки, ймовірно, можна віддати половину римської холодної скульптури [1] |

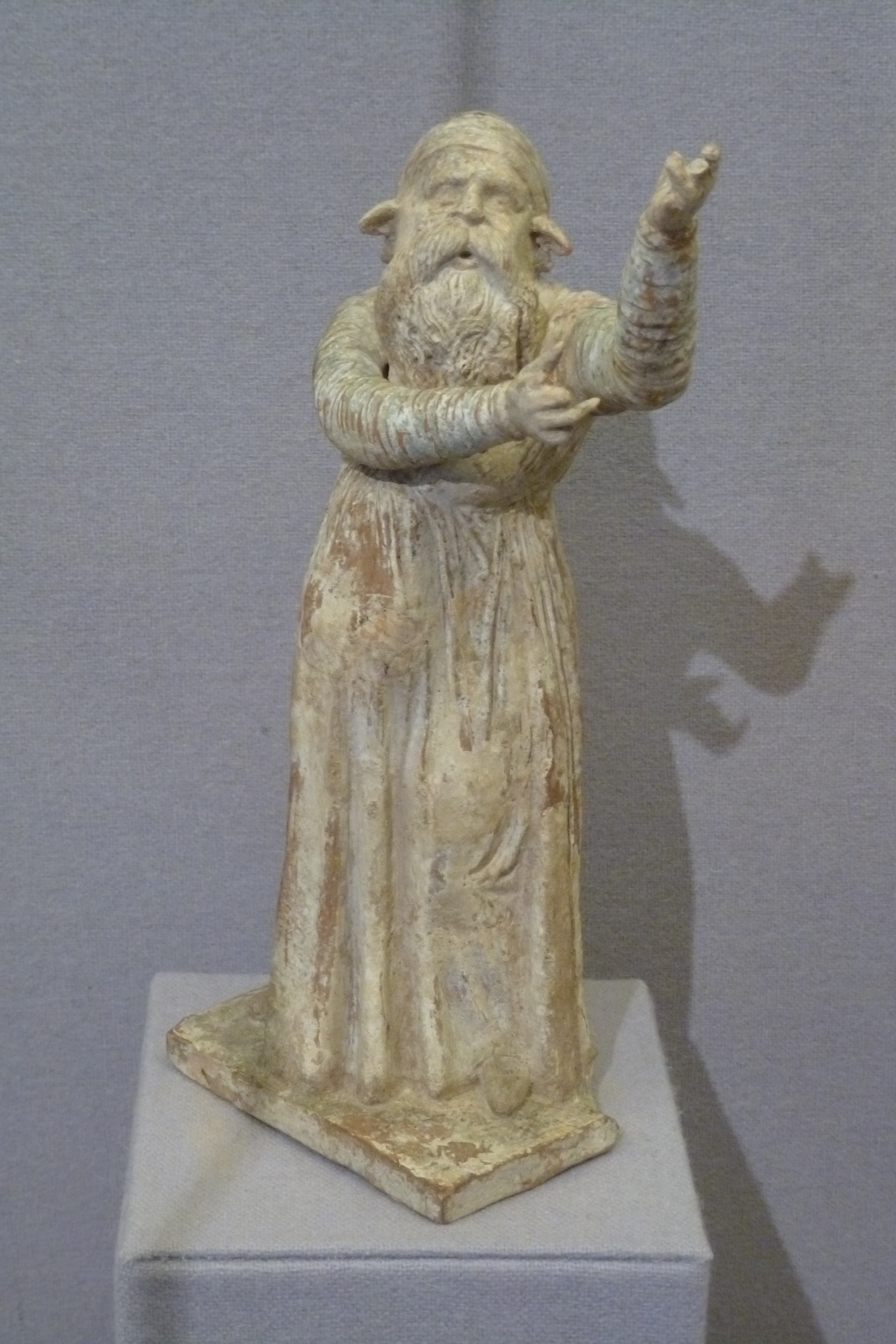
«Актор в ролі сатира». Танагра, Ермітаж
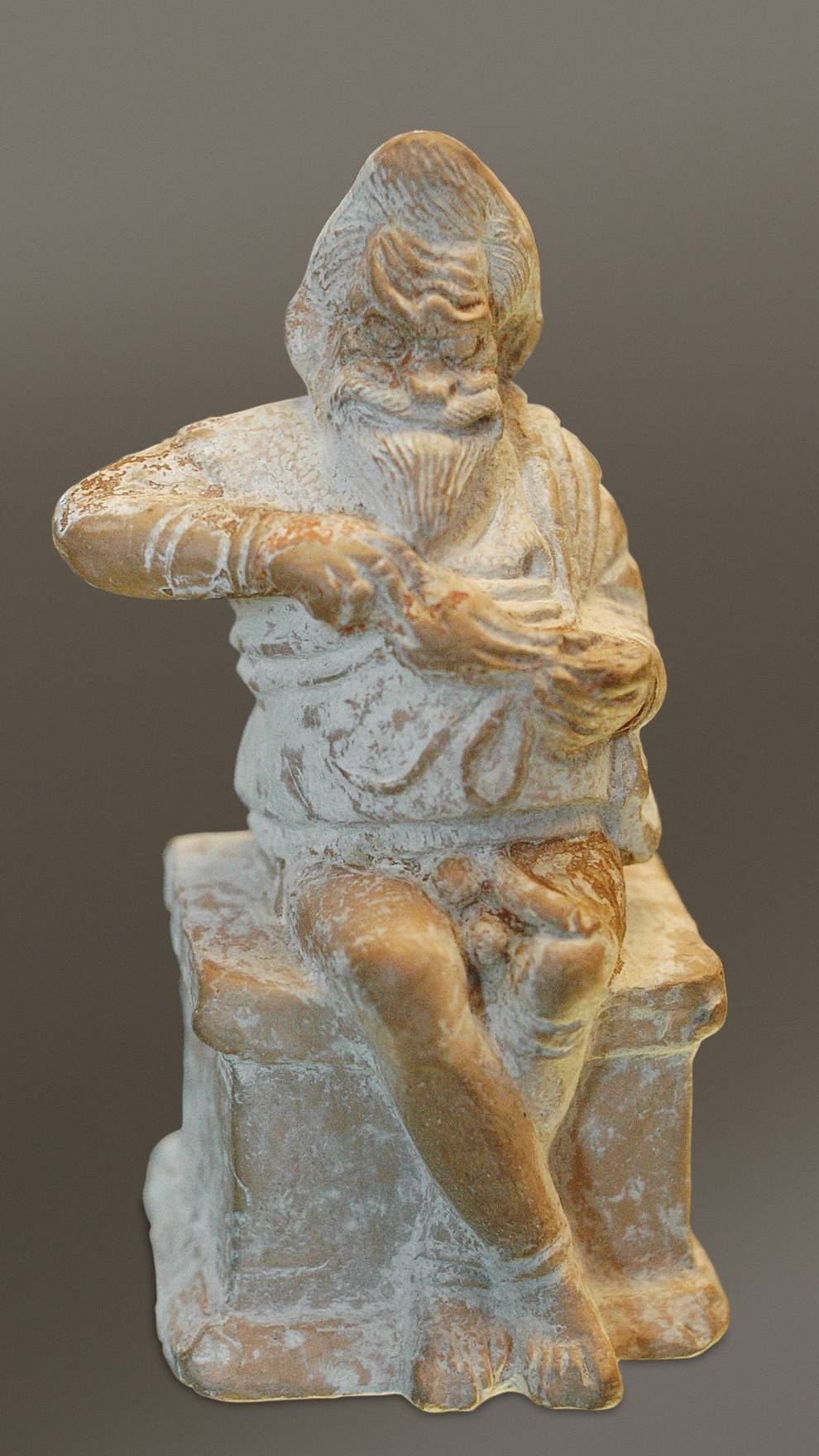
Актор в ролі, давньогрецька керамічна скульптура, Беотія, IV ст. до н. е., Лувр
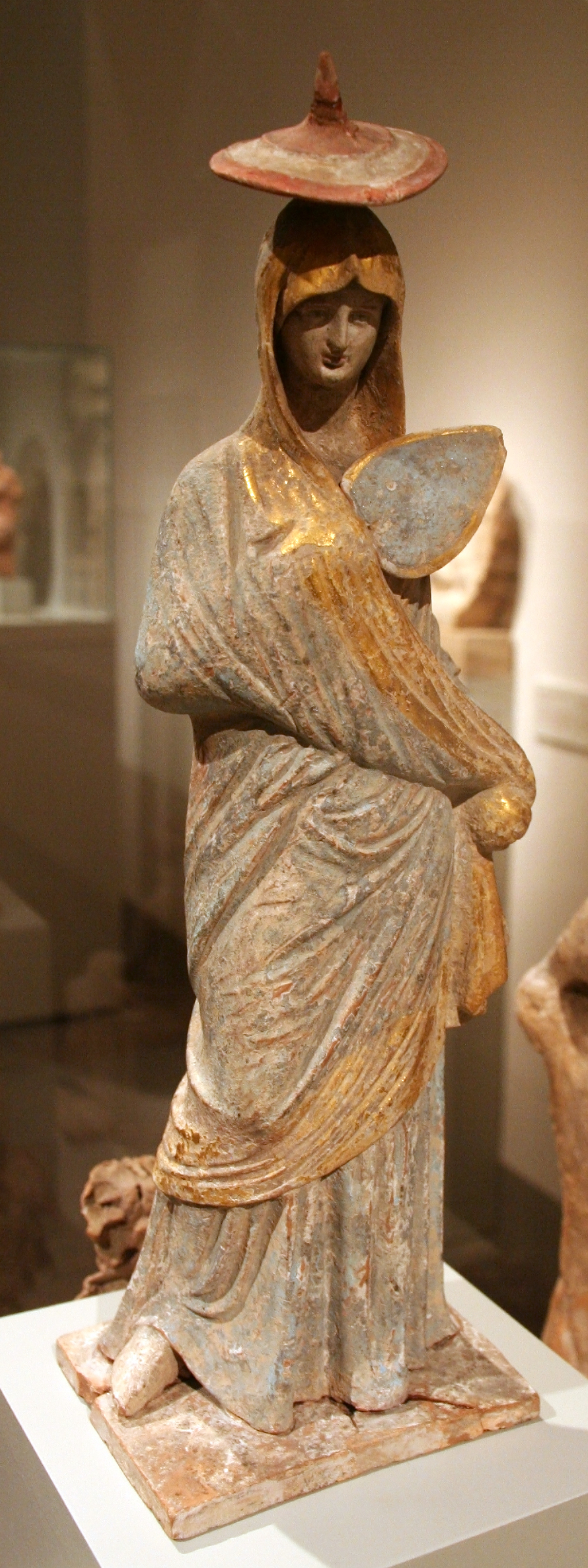
«Танагрянка», висота 33 см., Берлін
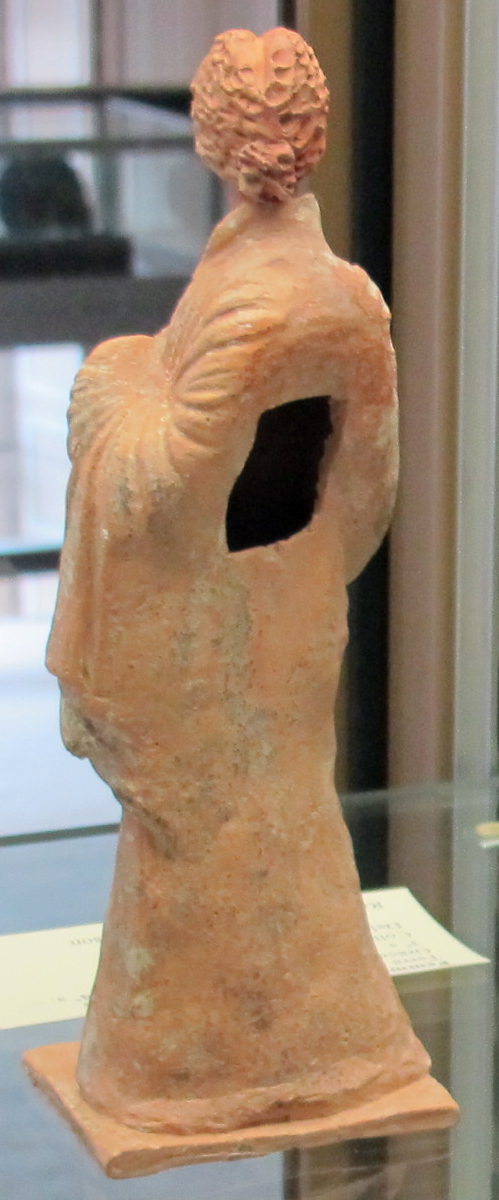
Теракота зі спини
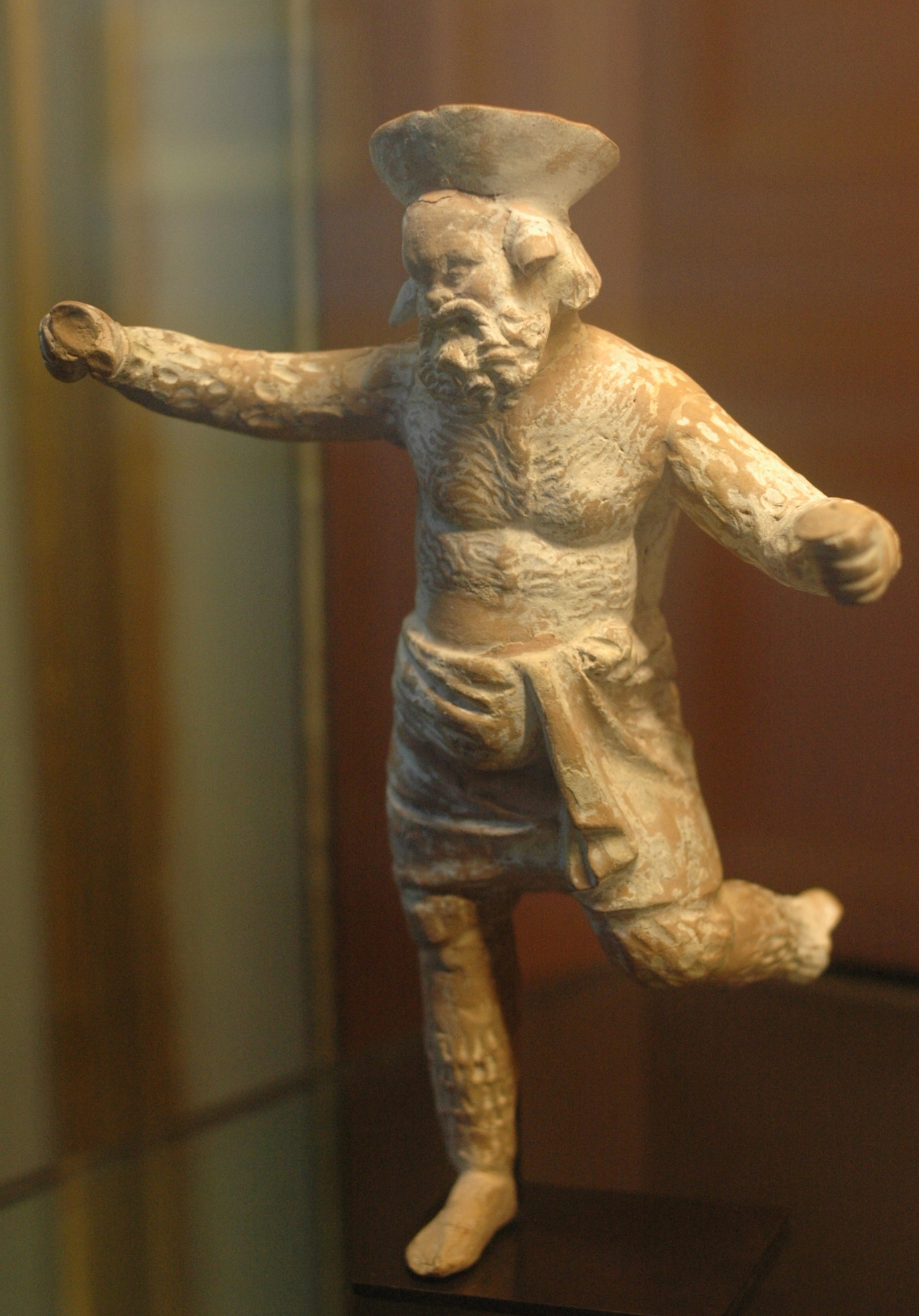
«Актор в ролі сатира», бл 350 р. до н. е., Лувр
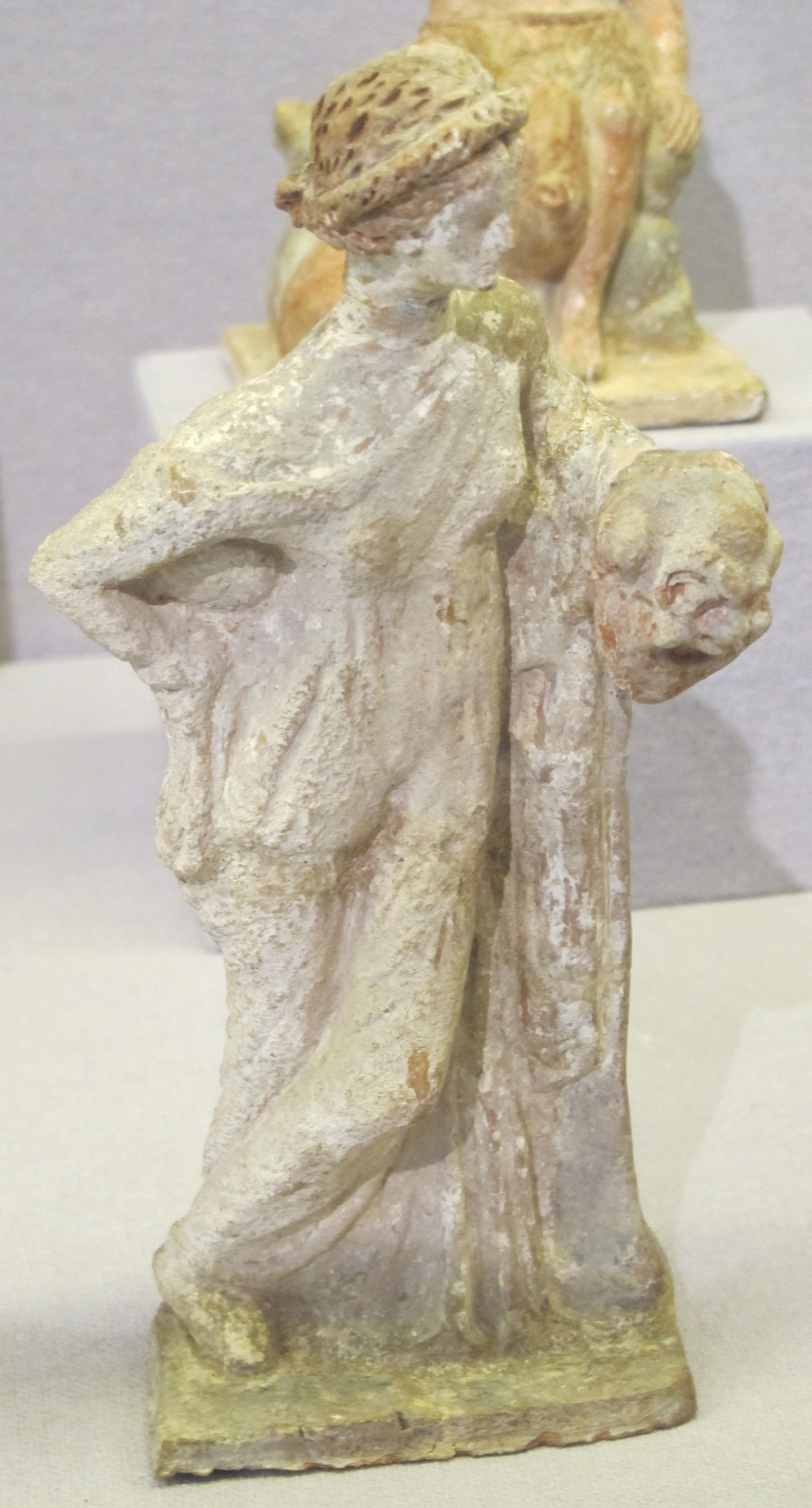
«Муза комедії Талія», 250-200 до н. е.
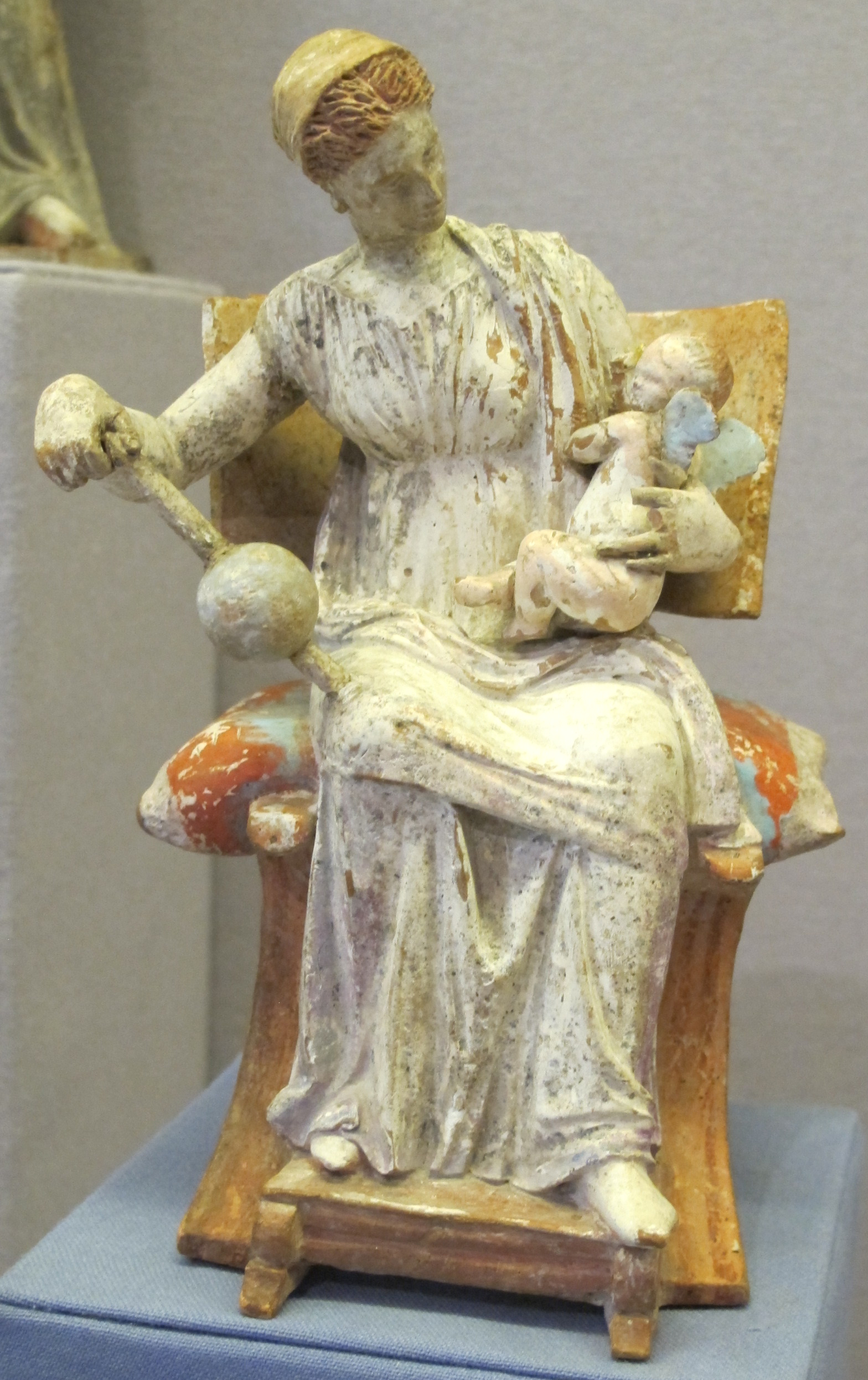
«Афродіта з Еросом-малюком»,300-275 до. н. е.
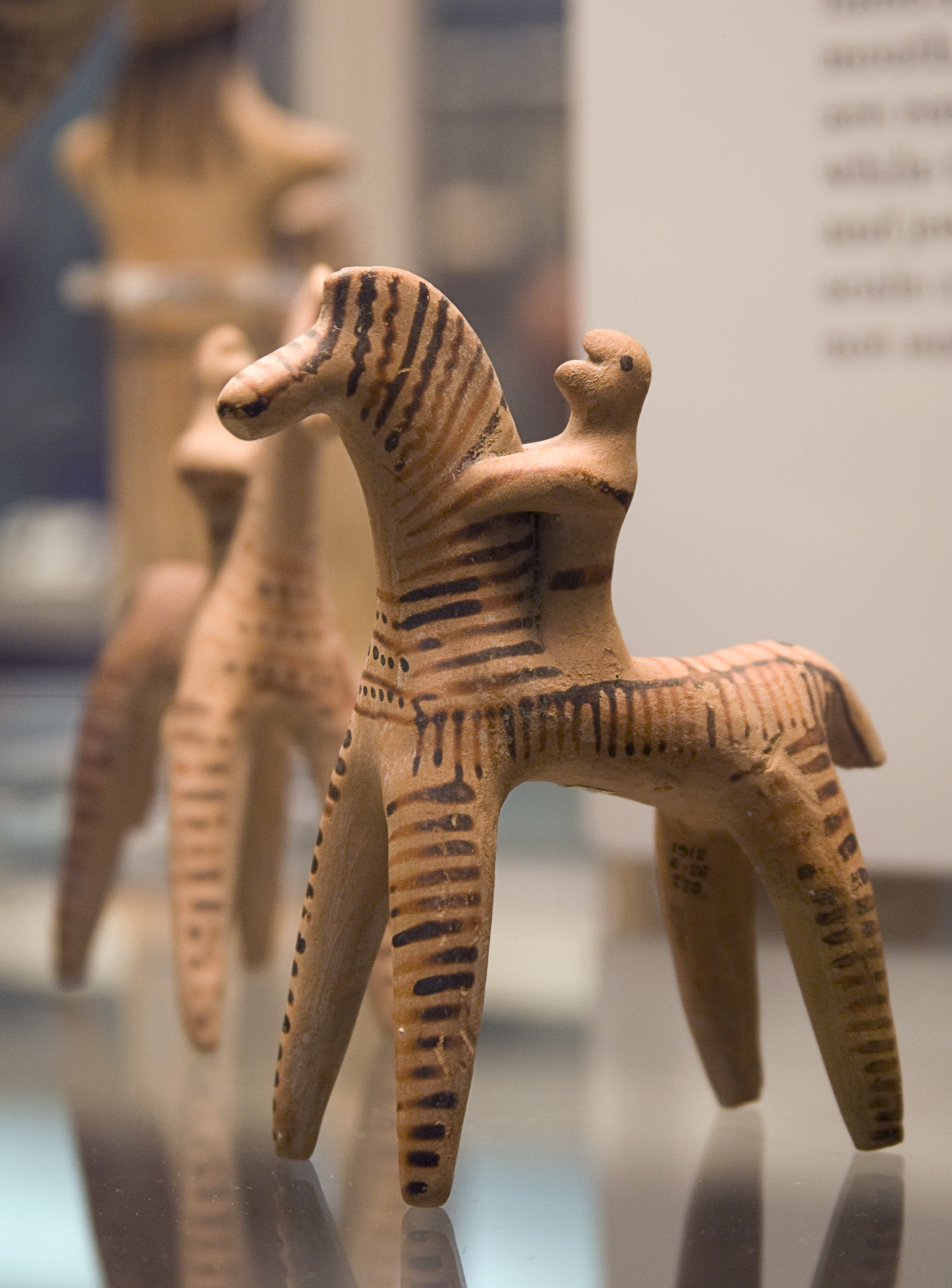
«Вершник», Танагра, бл.  580-550 рр. до н. е. Британський музей, Лондон
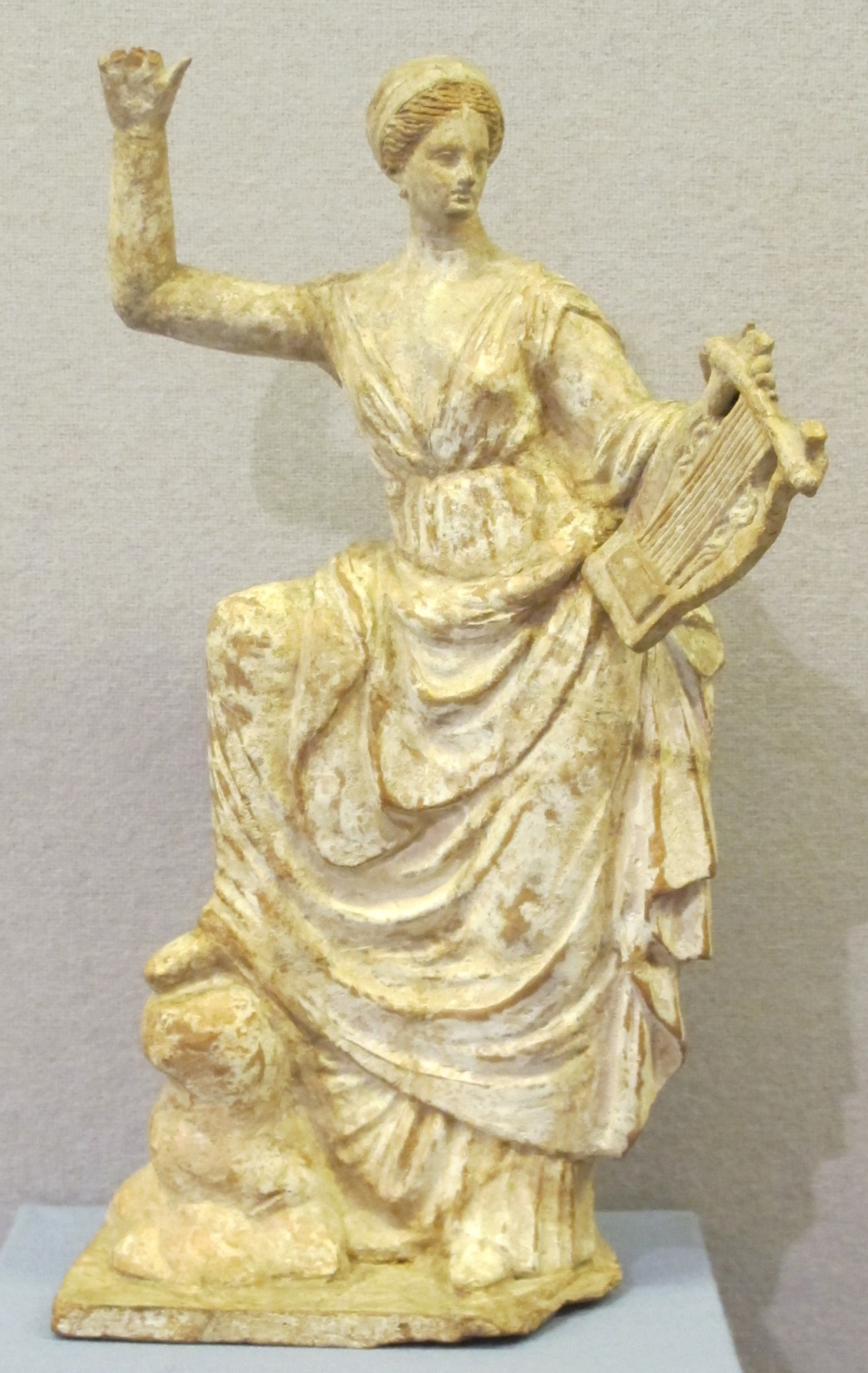
«Муза з цитрою» , теракота 250-200 рр. до н. е.
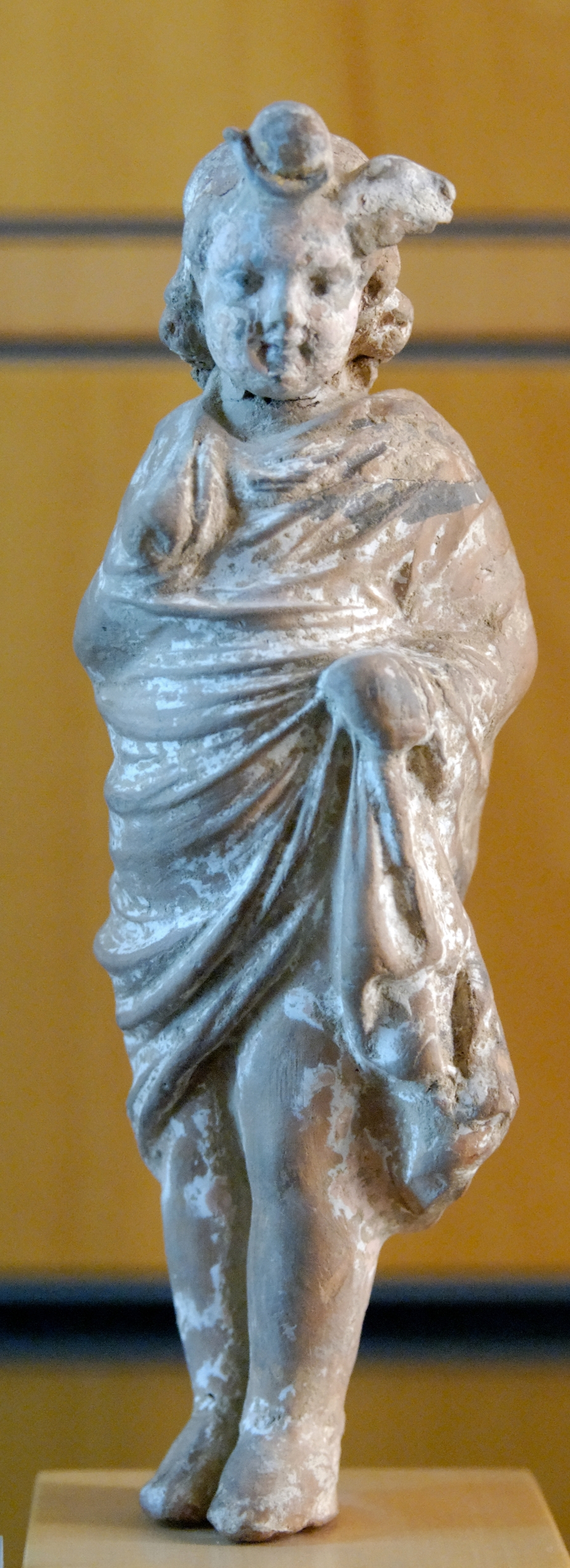
«Божок Ерос», IV ст. до н. е., Ліонський музей красних мистецтв, Франція
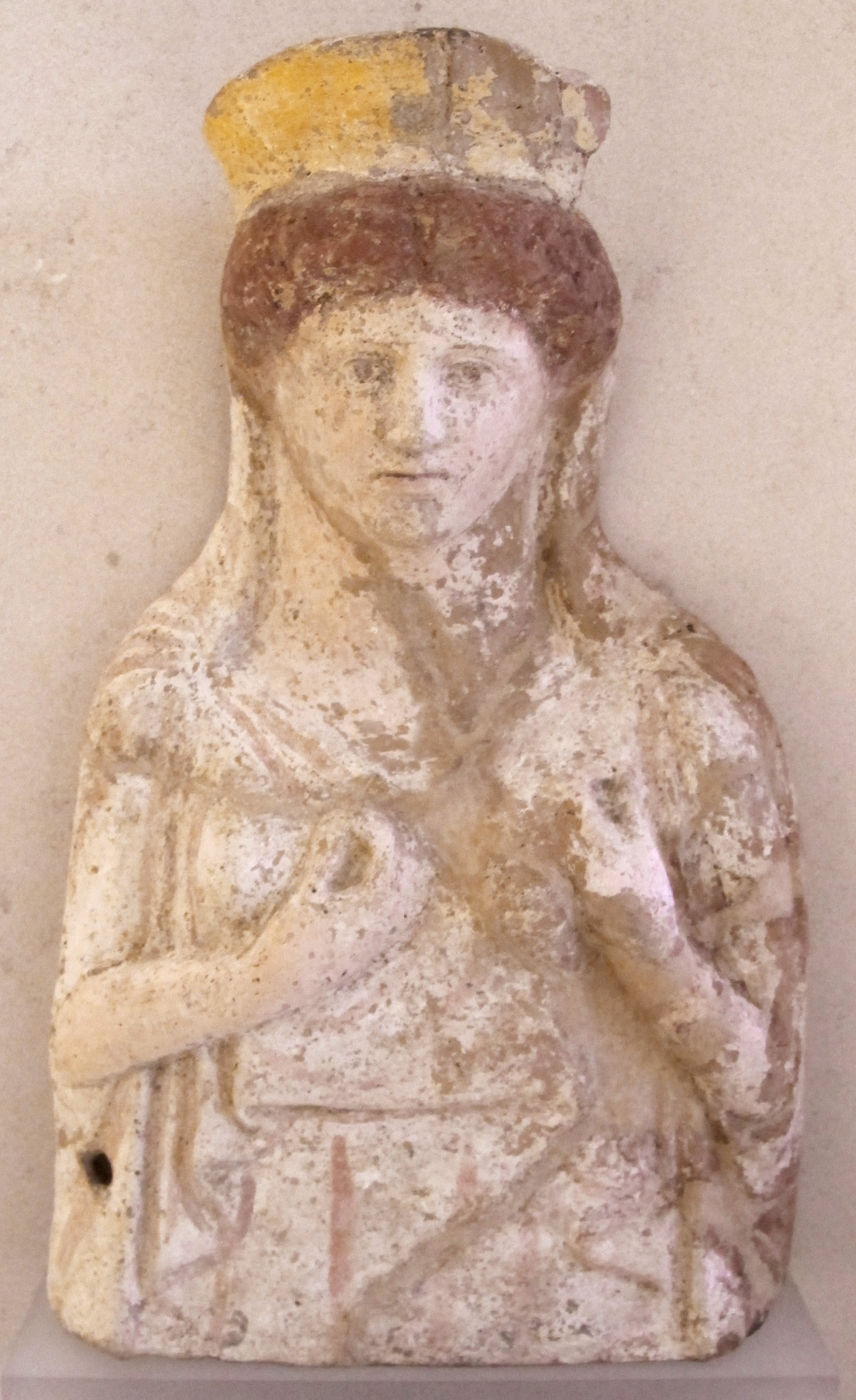
Богиня Деметра, IV ст. до н. е.
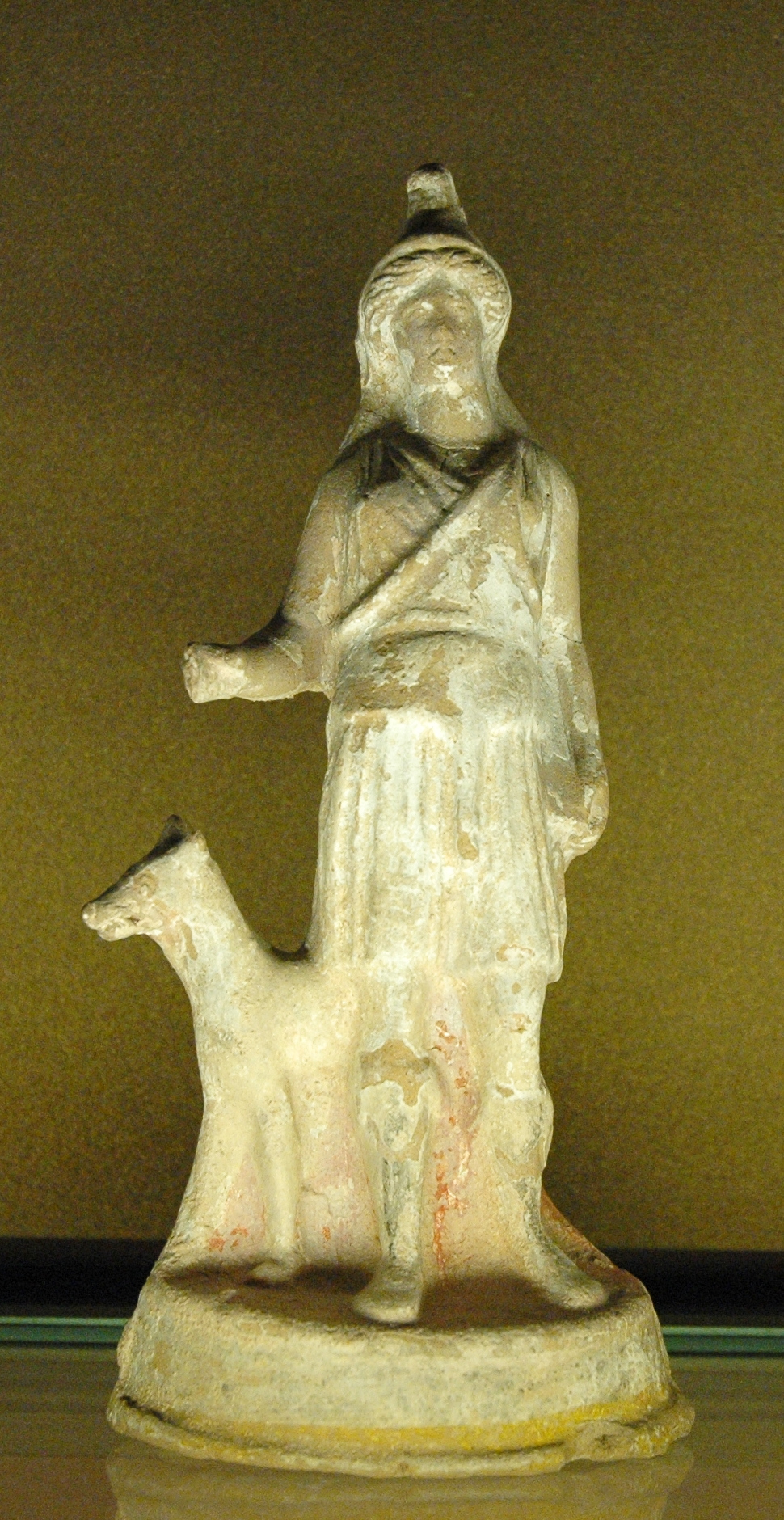
«Богиня Артеміда з собакою», бл. 350 р. до н. е., Лувр
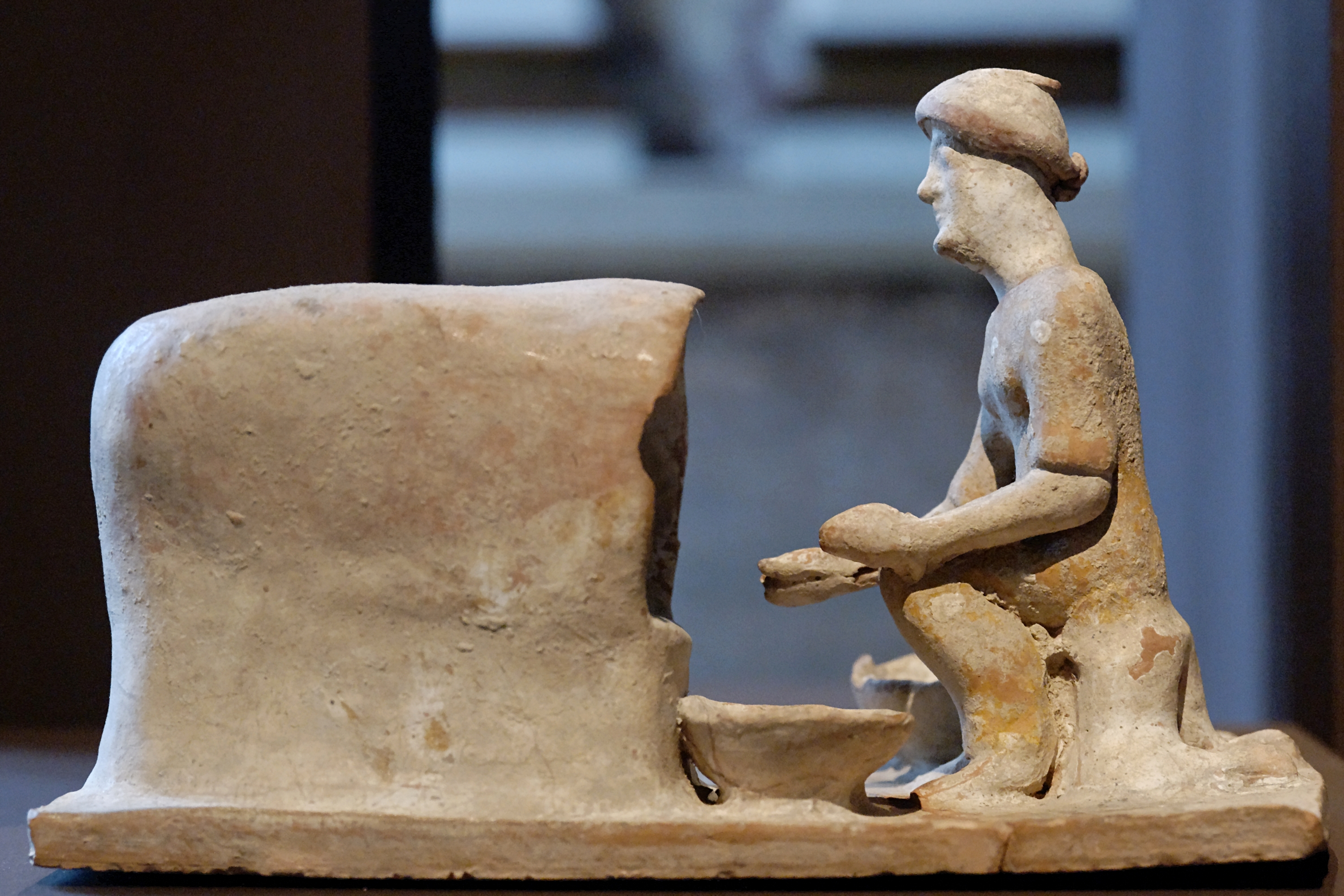
«Господиня пече хліб», теракота із Танагри, Лувр
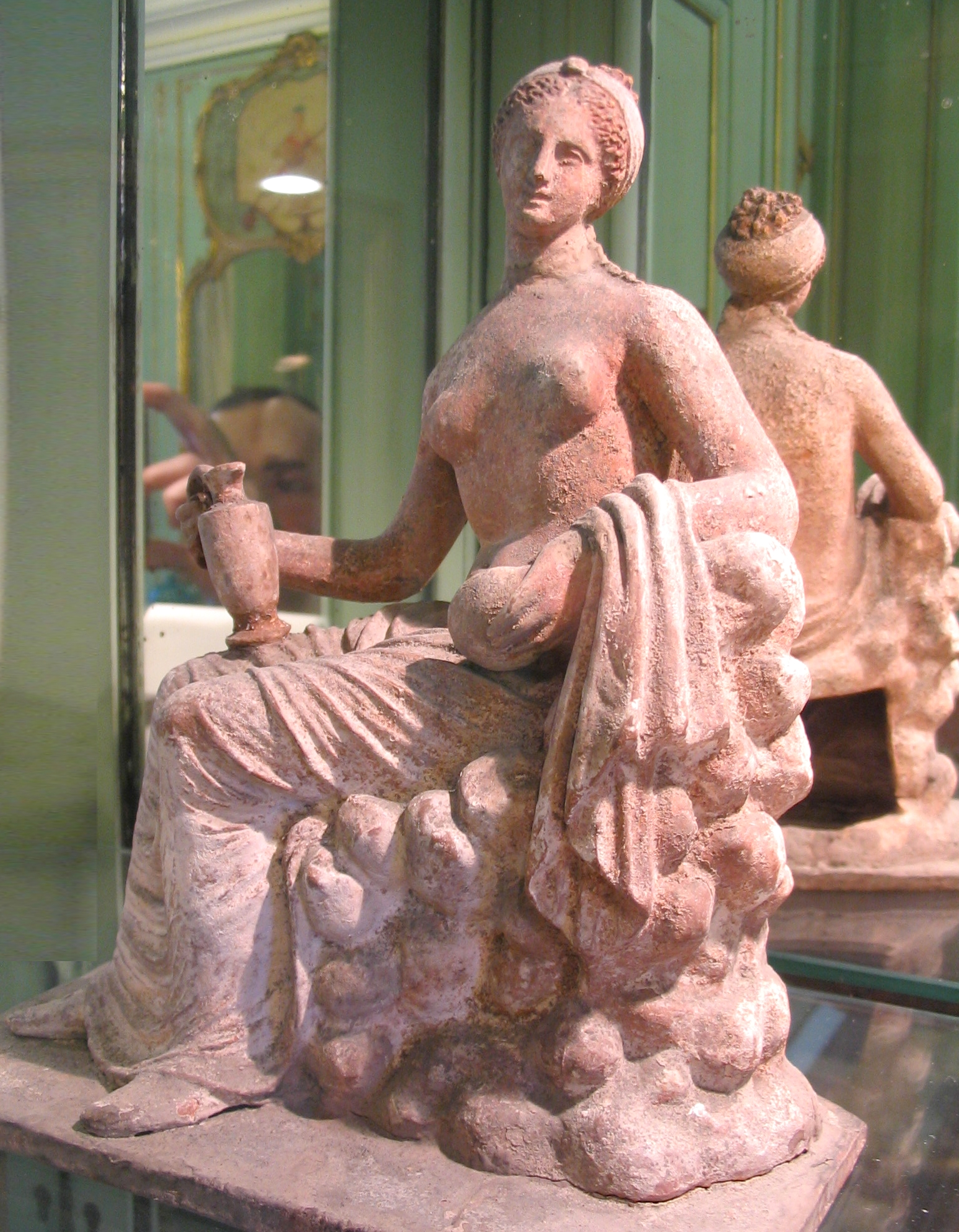
«Грекиня з посудом», Версаль
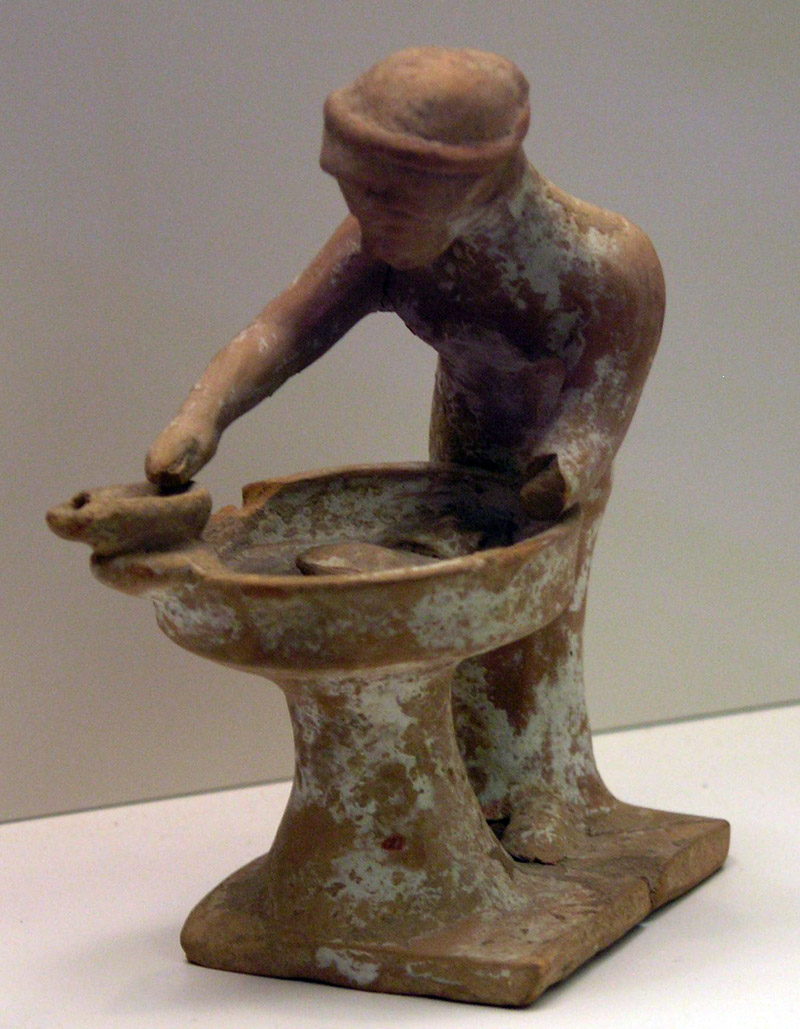
«Куховарка», 500-475 рр. до н. е. Археологічний музей Афіни
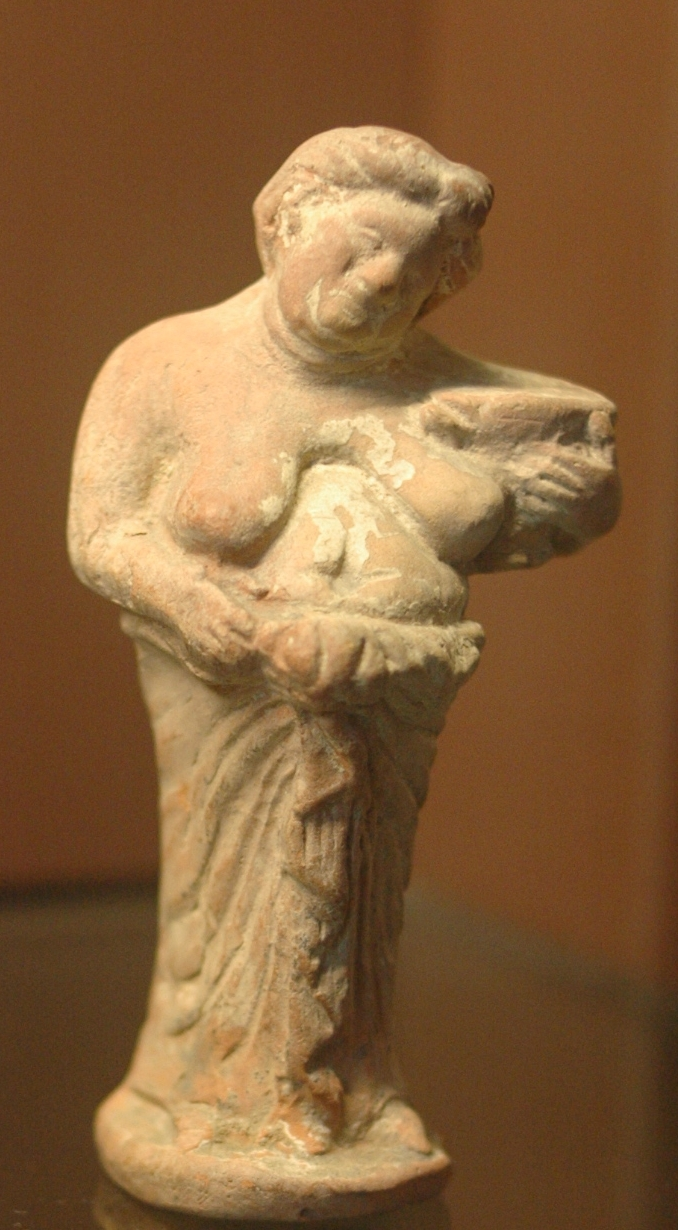
Гротескне зображення жінки з келихом вина. Теракота з Керчі, бл. 350-300 рр. до н. е. Лувр, Париж
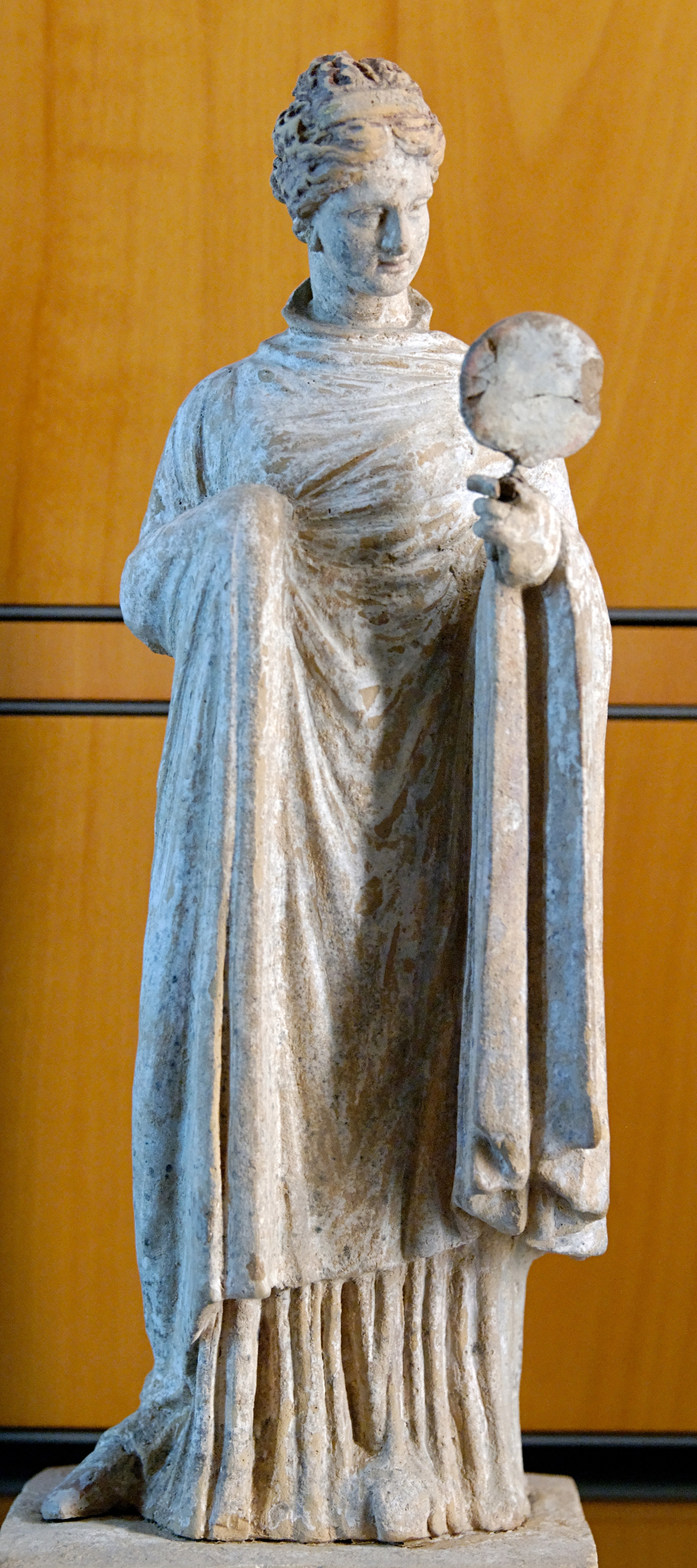
«Пані з дзеркалом», теракота, Ліонський музей красних мистецтв, Франція
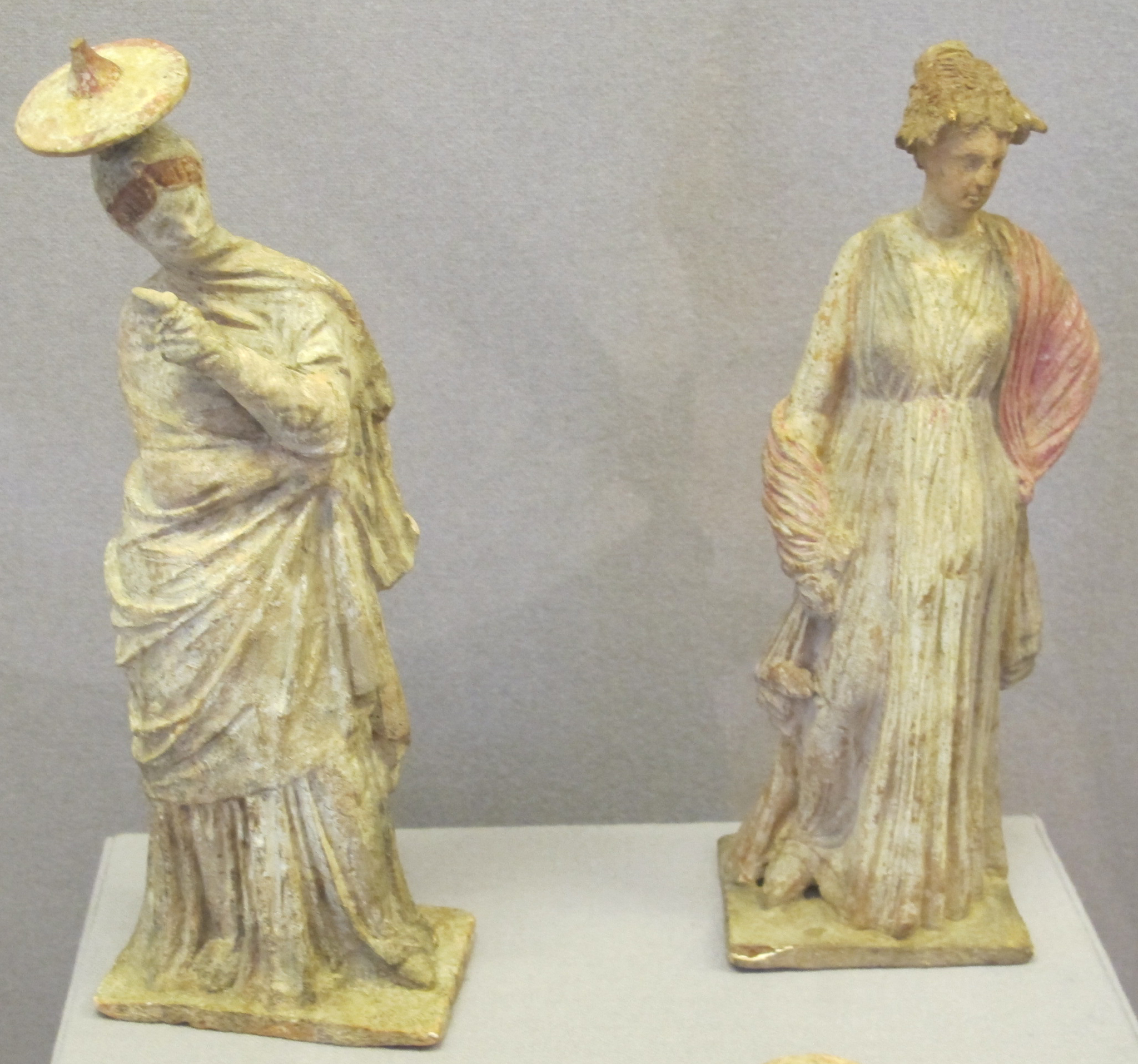
«Поліхромні жіночі фігурки», Танагра, III ст. до н. е.
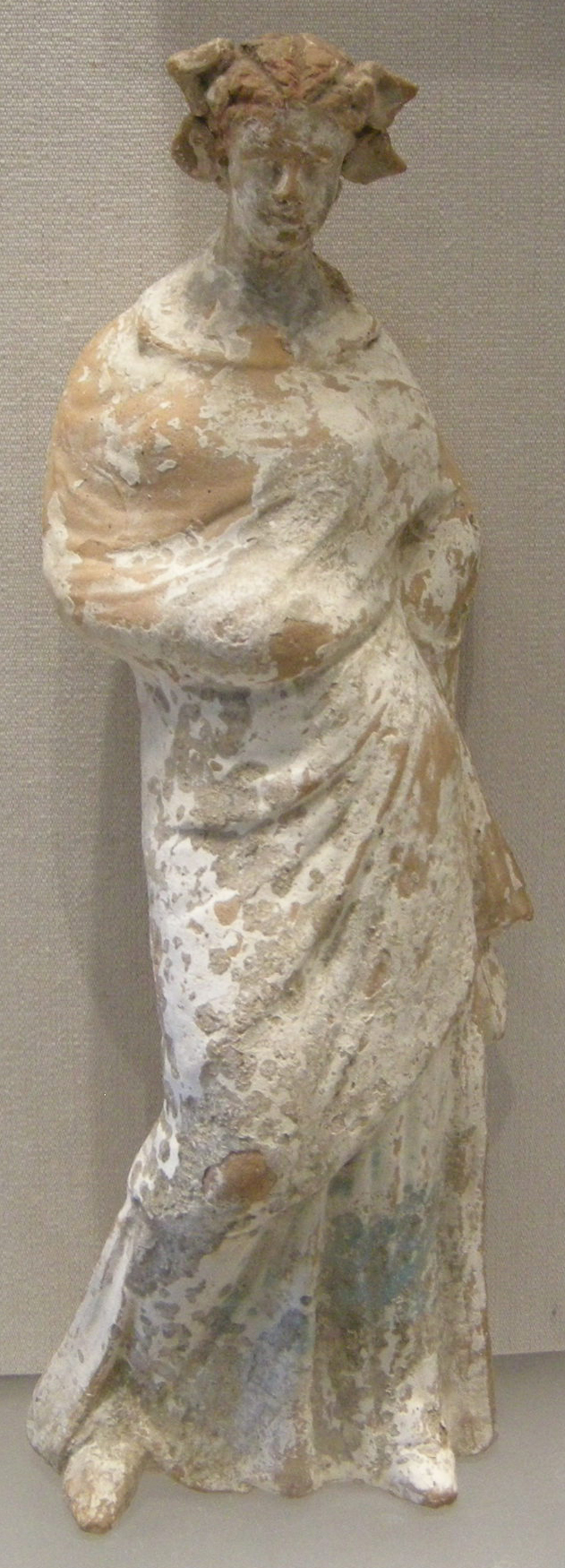
«Молода пані», теракота 330-200 до н. е. за типом танагрянських